# Igreja e Abadia de Nossa Senhora da Graça
A Igreja e Abadia de Nossa Senhora da Graça está localizada no município de Salvador, no estado da Bahia. Sua construção atual data do século XVI e é tombada pelo IPHAN, incluindo também o seu acervo.

## História
A igreja e abadia foi erguida no local onde existia uma ermida rudimentar mandada erigir pela devoção da índia Catarina Paraguaçu, mulher do português Diogo Álvares, o Caramuru, em 1535, no antigo povoamento denominado Vila Velha, hoje bairro da Graça, em Salvador, Bahia. Catarina teria tido visões na qual a Virgem Maria pedia que fosse construída ali uma capela. Alegam alguns ser esta a mais antiga igreja do Brasil, embora, de acordo com o IPHAN, o templo católico mais antigo do país seja a Igreja dos Santos Cosme e Damião em Igarassu, Pernambuco.

## Arquitetura
A edificação atual, sob planta do frei Gregório de Magalhães, foi erguida em 1645, em alvenaria de pedra e tijolo. O conjunto arquitetônico que se desenvolve em torno de um claustro, ocupando a igreja um dos seus lados, possui dois pavimentos. Segue um padrão comum aos mosteiros beneditinos do Brasil, separando a vida comunal da vida íntima. A igreja sofreu grandes obras em 1770, quando é ampliada a nave e executada nova fachada barroca, permanecendo contudo a torre na sua feição primitiva, com terminação em meia laranja, reminiscência da técnica moçárabe. De nave única e capela-mor alongada, a igreja possui ainda uma arcada na ala esquerda, hoje fechada, que indica a existência de um avarandado tipicamente seiscentista. Na igreja, está sepultada Catarina Paraguaçu.
É conhecida também como Igreja e Mosteiro da Graça, e está sob a guarda dos monges beneditinos da Bahia.

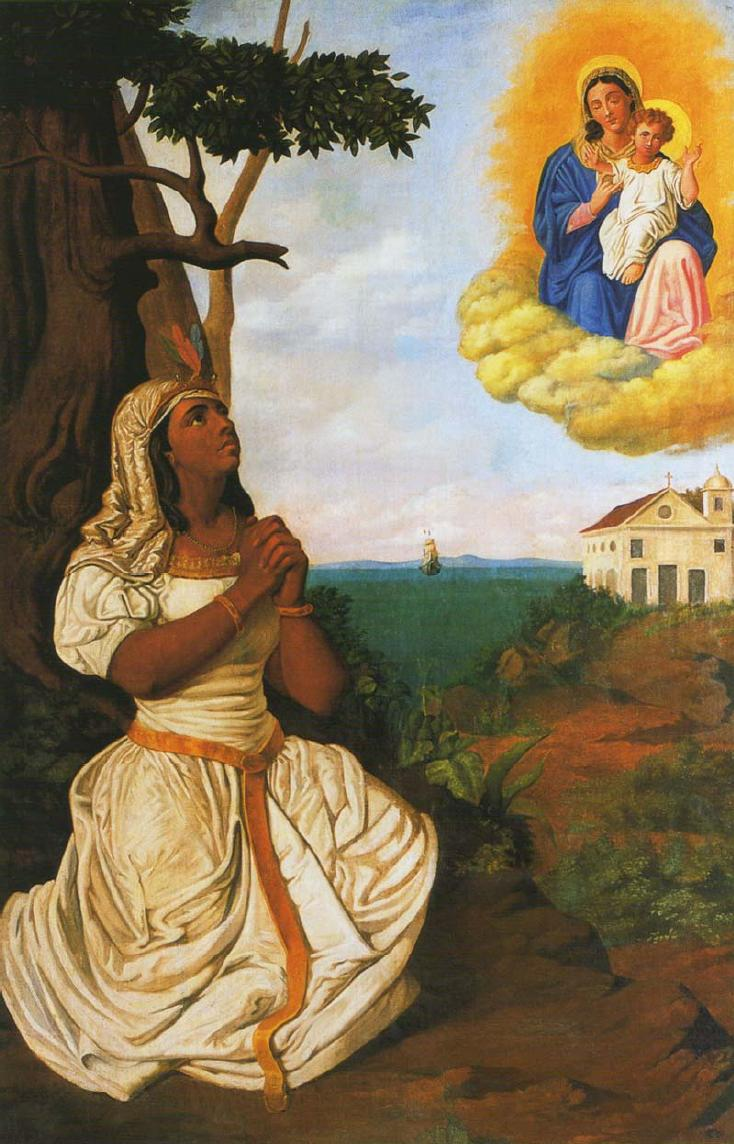
"O sonho de Catarina Paraguaçu" (Manuel Lopes Rodrigues, 1871). Igreja da Graça, Salvador.

## Acervo
No altar-mor da igreja encontra-se uma imagem de Nossa Senhora encontrada em uma nau naufragada por volta de 1530/ 1535, possivelmente a nau Madre de Dios. Segundo relato do padre jesuíta Simão de Vasconcellos em "Chronica da Companhia de Jesus do Estado do Brasil", escrito em 1663, Catarina Paraguaçu teve uma visão de uma mulher que viajava em uma nau castelhana quando esta foi naufragada. A mulher informou à Catarina Paraguaçu que estava entre os índios e pediu que fosse buscá-la. Caramuru para atender à sua esposa, iniciou a procura e encontrou entre os índios a imagem de Nossa Senhora. Quando a levou para Catarina Paraguaçu, esta a reconheceu como a mulher de sua visão. Em 1921, essa imagem foi modificada por Pedro Ferreira, escultor do Recôncavo Baiano, que pela falta de formação em restauro, acabou descaracterizando-a. Além desta, encontra-se também na igreja a imagem de N.S. do Parto. Estima-se que ela seja do século XVII.
Também faz parte do acervo a tela "O Sonho de Paraguaçu" do pintor Manoel Lopes Rodrigues.
Existem também outras duas telas de autores desconhecidos, uma retratando a visita votiva do Senado à Igreja em 1765 e outra apresentando momentos da vida de Diogo Correia.
Entre os mobiliários do acervo, está uma cadeira do século XVII.
O testamento de Catarina Paraguaçu também se encontra nesta igreja.

## Sepultamentos
Além de guardar os restos mortais de Catarina Paraguaçu, encontra-se na igreja os restos mortais de Júlia Fetal, uma jovem assassinada pelo noivo por ciúmes. O crime que abalou a cidade serviu também de inspiração para a novela "Espelho da Vida". Segundo a lenda, a bala era de ouro, feita do derretimento da aliança de noivado. Entretanto este relato não é verídico, a bala foi retirada em meados do século XX e foi confirmado que o material era de chumbo. Ela está exposta no Instituto Feminino.